# A2牛乳

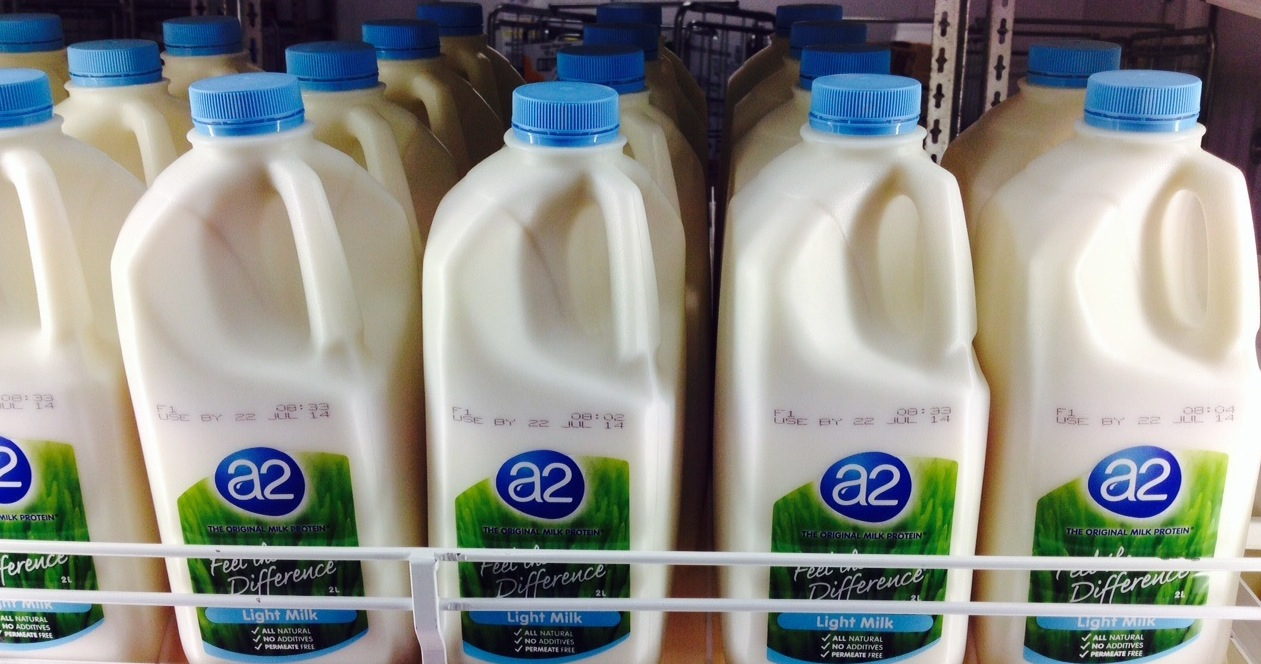
販売されているA2牛乳

A2牛乳（A2ぎゅうにゅう）とは、その成分中に含まれるβ-カゼインの種類がA2型である牛乳のことである。a2ミルク・カンパニー等の企業が仕入れ、オーストラリア、ニュージーランド、中国、米国、日本などで販売されている。またイギリスにおいても2012年から2019年までの間販売されていた。牛乳以外でも母乳や他の家畜の乳においてはA2型のベータカゼインを含むため、A2ミルクという場合はこれらを指している場合もある。
a2ミルク・カンパニーや、ヤギの乳を生産する企業の中にはA1型のタンパク質が有害であるという主張をするものもあるが、A1型のタンパク質が健康に害を及ぼすという直接的な科学的根拠はまだ広く受け入れられていない。
A1型とA2型の違いはβ-カゼイン中のアミノ酸配列で1つのアミノ酸が異なる点にある。a2ミルク・カンパニーによって開発された遺伝子検査により、乳牛がA2型とA1型のどちらのβ-カゼインを含む乳を出すのか判定することができる。

## 歴史
1980年代、数名の医学者がカゼイン由来のものを含むペプチドが消化に悪影響もしくは良い影響をもたらす可能性について研究を始めた。
1990年代初めにはβ-カゼインのA1型とA2型の違いに着目した研究が疫学的観点から始められ、ニュージーランドの動物実験ではA1型ベータカゼインと慢性疾患との相関関係が認められた。この研究は科学界だけでなく、メディアや企業の注目も浴びた。もしBCM-7が本当に人体に悪影響を及ぼすのであれば、公衆衛生上の問題になるだけでなく、ビジネスチャンスも生まれるからである。
牛乳は87%の水と13％の成分（乳脂肪、乳糖、ミネラル、タンパク質など）で構成される。カゼインは牛乳に含まれるタンパク質の一種で、そのうち30～35パーセントがβ-カゼインである。β-カゼインの変異型のうち特に主要なものがA1型とA2型であり、その違いはアミノ酸配列の67番目にある。この67番目のアミノ酸がヒスチジンであればA1型、プロリンであればA2型となる。
研究によると、消化酵素によってβ-カゼインはちょうど67番目で切断されるため、A1型とA2型では異なる消化のされ方をする。アミノ酸7残基からなるペプチドであるβ-カソモルフィン 7（BCM-7）は、A1型β-カゼインが消化酵素によって分解された結果放出されるが、67番目のアミノ酸が異なるA2型β-カゼインからは放出されない。
ヒトにおける研究では、BCM-7が人体の消化器官で生成されるという結果は出ていない。BCM-7は牛乳の発酵過程やチーズの製造過程で生成される可能性もあるが、一方で同じ過程がBCM-7を破壊する可能性もある。
A1型とA2型の違いはウシがヨーロッパへ北上した5千年から1万年前に発生した突然変異によって生まれたと考えられており、その過程で67番目のアミノ酸がヒスチジンに置き換わり、品種改良によって西側諸国のウシに普及していったと考えられている。
A1型とA2型のβ-カゼインタンパク質の割合は、ウシの群れごとに、また国や地域によっても異なっている。アフリカやアジアのウシがA2牛乳のみを産生する一方で、西側諸国においてはA1牛乳を産生するウシが一般的である。A1β-カゼインはフランスを除くヨーロッパ、アメリカ合衆国、オーストラリア、ニュージーランドの牛乳に広くみられる。ジャージー種の7割以上はA2のみを含む牛乳を産生するが、ホルスタイン等の46～70パーセントはA1型とA2型が混ざった牛乳を産生する。

### A2コーポレーション
A2コーポレーションは2000年に設立されたニュージーランドの会社で、A1β-カゼインを含まないA2牛乳を産生するウシを特定する遺伝子検査を商業化させた。2003年には同社のウェブサイト上で「A1型β-カゼインは成人男性の心臓疾患に対するリスクファクターとなる可能性があり、子どもの糖尿病にも関係する可能性がある」と述べ、さらに同社CEOはA1β-カゼインを統合失調症や自閉症とも関連付けた。さらに同社はオーストラリア・ニュージーランド食品基準機関（FSANZ)に対して一般的な牛乳に対して警告するよう要請した。
同社は当初自社の牛乳がA1タンパク質を含まないと宣伝していたが、2003年にニュージーランド商業委員会が検査したところA1タンパク質が含まれていることがわかり、「A1タンパク質を含まない」と表記することが禁止された。
2014年4月にA2コーポレーションはA2ミルク・カンパニーと社名を変更し、オーストラリアの牛乳シェア8%を有している。
「A2ミルク」はA2ミルク・カンパニーの商標である。